# Jan Picka
Jan Picka (* 31. března 1966 Litoměřice) je český politik, v letech 2016 až 2020 a opět od roku 2021 zastupitel Karlovarského kraje, 1. místostarosta města Sokolov, člen hnutí Volba pro kraj (VOK).

## Život
Vystudoval střední průmyslovou školu v Lokti na Sokolovsku a později pak Vysokou školu manažerské informatiky a ekonomiky v Praze (získal titul Bc.).
Téměř 20 let pracoval pro Sotes Sokolov, která provádí technické služby pro město Sokolov. Dva roky byl jako zastupitel pověřený vedením městské policie. Před nástupem do funkce starosty města byl ředitelem Městského domu kultury Sokolov.
Jan Picka žije v Sokolově. Je podruhé ženatý, má celkem tři dcery.

## Politická kariéra
V komunálních volbách v roce 2006 byl jako nestraník za ČSSD zvolen zastupitelem města Sokolov. Mandát zastupitele města pak obhájil již jako člen ČSSD ve volbách v letech 2010 a 2014. Dne 10. listopadu 2014 se navíc stal starostou města. Také v komunálních volbách v roce 2018 byl opět lídrem kandidátky ČSSD. Zastupitelský mandát obhájil, na ustavujícím zasedání zastupitelstva 5. listopadu téhož roku byl zvolen místostarostou města.
V krajských volbách v roce 2012 kandidoval za ČSSD do Zastupitelstva Karlovarského kraje, ale neuspěl. Uspěl až ve volbách v roce 2016.
Ve volbách do Senátu PČR v roce 2018 kandidoval za ČSSD v obvodu č. 2 – Sokolov. Se ziskem 17,59 % hlasů skončil na 3. místě.
Na konci roku 2019 vystoupil z ČSSD. V krajských volbách v roce 2020 obhajoval již jako nestraník za hnutí Volba pro kraj (VOK) post zastupitele Karlovarského kraje, a to na kandidátce uskupení Volba pro kraj (VOK) s podporou hnutí Karlovaráci, ale neuspěl (skončil jako první náhradník).
Hnutí Volba pro kraj (VOK) v krajských volbách 2020 a získalo 6,51 %, a obsadilo tak tři mandáty v krajském zastupitelstvu. Všichni tři zvolení členové zastupitelstva byli ale členové koaličního hnutí Karlovaráci a v rámci povolebního vyjednávání se pro podporu nově vzniklé koalice rozhodl jen Josef März. Ten také podepsal koaliční dohodu. Kvůli svému jmenování ředitelem Karlovarské krajské nemocnice  rezignoval Josef März v květnu 2021 na svůj mandát. Na jeho místo postoupil Jan Picka. Hnutí Volba pro kraj (VOK) tak má od května 2021 jednoho krajského zastupitele.
V komunálních volbách v roce 2022 obhájil mandát zastupitele města jako lídr kandidátky „SPOLEČNĚ pro Sokolov s podporou hnutí Volba pro kraj (VOK)“, sám kandidoval jako nezávislý. Následně se stal 1. místostarostou města.
Ve své funkci místostarosty města se zasloužil například o vybudování nového pobytového místa pro seniory.
Srovnávací výzkum Město pro byznys hodnotí každý rok v rámci celé České republiky okolo 205 měst a obcí s rozšířenou působností a v rámci Karlovarského kraje bylo v roce 2023 vítězné město Sokolov. Sokolov je vyhlášen nejlepším městem pro byznys v kraji s nulovou zadlužeností.
Ve volbách do Senátu PČR v roce 2024 kandidoval jako člen hnutí VOK v obvodu č. 2 – Sokolov. Se ziskem 11,65 % hlasů skončil na 3. místě, a senátorem se tak nestal.
V krajských volbách v roce 2024 kandidoval za hnutí Volba pro kraj (VOK) do Zastupitelstva Karlovarského kraje a s počtem 639 hlasů obhájil mandát krajského zastupitele. Dne 4. listopadu 2024 byl jmenován předsedou krajského Kontrolního výboru, členem Výboru pro výchovu, vzdělávání a zaměstnanost a Kontrolního výboru.